# ヘンリー・テンプル (初代パーマストン子爵)
初代パーマストン子爵ヘンリー・テンプル（英語: Henry Temple, 1st Viscount Palmerston、1673年頃 – 1757年6月10日）は、イギリスの政治家、アイルランドの地主。ホイッグ党所属。

## 生涯
アイルランド庶民院議長サー・ジョン・テンプルとジェーン・ヤーナー（Jane Yarner、サー・アブラハム・ヤーナーの娘）の長男として生まれた。1689年から1693年頃までイートン・カレッジで教育を受けた後、1693年春にケンブリッジ大学キングス・カレッジに入学した。
1715年、Chief remembrancer of the court of Exchequer for Irelandに任命され、1757年に死去するまで務めた。1723年3月12日、アイルランド貴族のパーマストン子爵およびマウント・テンプルのテンプル男爵に叙された。
1727年イギリス総選挙でイースト・グリンステッド選挙区から出馬して当選、1734年イギリス総選挙でボッシニー選挙区に、1741年イギリス総選挙でウェブリー選挙区に転じ、いずれも再選を果たした。1747年イギリス総選挙では出馬しなかった。20年間にわたる任期において、常に与党側で投票した。
1736年、パーマストン子爵はハンフリー・シデナムからブロッドランズを購入、直後にブロッドランズの庭の改装工事にとりかかった。同年に一時重病にかかり、バースで治療を受けた。また、ジョージ・バークリーの西インド諸島における計画に助力を与えたという。
1757年6月10日に死去、長男ヘンリーが早世したため孫ヘンリーが爵位を継承した。

## 人物
マールバラ公爵夫人サラ・チャーチルと文通を交わした。チャールズ・ハンベリー・ウィリアムズはパーマストン子爵を「リトル・ブロッドボトム・パーマストン」（Little Broadbottom Palmerston）と呼び、彼についていくつかの寸劇を書いた。

## 家族
1703年6月10日、アン・ホーブロン（Anne Houblon、1683年 – 1735年12月13日、イングランド銀行総裁アブラハム・ホーブロンの娘）と結婚、2男をもうけた。
- ヘンリー（1740年8月18日没） - 第2代パーマストン子爵ヘンリー・テンプル（英語版）の父
- リチャード（1726年頃 – 1749年8月8日） - 庶民院議員

1738年5月11日、第4代準男爵フランシス・ジェラードの娘イサベラ（1762年8月11日没）と再婚したが、子供はいなかった。